# Campanha presidencial de Ciro Gomes em 2018
A campanha presidencial de Ciro Gomes em 2018 foi oficializada em 20 de julho de 2018, em Brasília, tendo como vice na chapa, a senadora do Tocantins, Kátia Abreu, oficializado em 6 de agosto de 2018, também em Brasília. A chapa formada era puro-sangue e concorreu pelo PDT.
Em 4 de agosto, quinze dias após realizar sua convenção, o Avante confirmou apoio a chapa pedetista na eleição presidencial.
Com 13.344.371 votos, alcançou o terceiro lugar na eleição presidencial.

## Candidatos
| Coligação Brasil Soberano                                                       |                                                                 |
| Ciro Gomes                                                                      | Kátia Abreu                                                     |
| para presidente                                                                 | para vice-presidente                                            |
|                                                                                 |                                                                 |
| Deputado federal pelo Ceará 1º de fevereiro de 2007 até 1º de fevereiro de 2011 | Senadora pelo Tocantins 1 de fevereiro de 2007 até a atualidade |
| Partidos integrantes: - Partido Democrático Trabalhista - Avante                |                                                                 |

## Apoios
A chapa composta por Ciro Gomes e Kátia Abreu recebeu apoio de algumas pessoas famosas como: Patrícia Pillar, Chay Suede, Ingrid Guimarães, Marcos Veras, Tico Santa Cruz, Alcione e Caetano Veloso. 

## Resultado da eleição

### Eleições presidenciais
| Ano de eleição | Candidato  | Primeiro turno      | Primeiro turno      | Segundo turno       | Segundo turno       |
| Ano de eleição | Candidato  | # do total de votos | % do total de votos | # do total de votos | % do total de votos |
| -------------- | ---------- | ------------------- | ------------------- | ------------------- | ------------------- |
| 2018           | Ciro Gomes | 13.344.371          | 12.47%              | Não concorreu       | Não concorreu       |